# Cratere Huygens (Marte)
Huygens  è un cratere sulla superficie di Marte.